# 1700 en santé et médecine
| Années de la santé et de la médecine : 1697 - 1698 - 1699 - 1700 - 1701 - 1702 - 1703    |
| Décennies de la santé et de la médecine : 1670 - 1680 - 1690 - 1700 - 1710 - 1720 - 1730 |

Cet article présente les faits marquants de l'année 1700 en santé et médecine.

## Événements
Allemagne
- 11 juillet : l'Académie royale des sciences et des lettres de Berlin est fondée avec Gottfried Wilhelm Leibniz comme président[1].

Espagne
- Le 1er novembre à 11 h 15 du matin, mort du roi d'Espagne Charles II. Depuis 1696, il tient très difficilement debout et souffre de troubles importants (hallucinations, perte de conscience, crises d'épilepsie fréquentes, saignements de nez). Il meurt dans de grandes souffrances, avec des migraines quasi-permanentes, particulièrement douloureuses[2].

Italie
- A Venise, l’âge moyen au décès est de 30 ans[3].

## Publications
- Bernardino Ramazzini publie De morbis artificum diatriba (en), important ouvrage pour la médecine du travail[4].
- Nicolas Andry de Boisregard publie De la génération des vers dans les corps de l'homme, texte novateur pour la théorie des germes[5].

## Naissances
- 7 mai : Gerard van Swieten (mort en 1772), médecin autrichien[6].

### Naissance en 1700 sans précision de date:
- George Martine (mort en 1741), médecin écossais[7].

## Décès
- 1er juin : Willem ten Rhijne (né en 1647), médecin et botaniste néerlandais[8].